# Isla Marina
Isla Marina es el nombre que recibe una isla del Mar Caribe que pertenece al país suramericano de Colombia, administrativamente depende del Departamento colombiano de Bolívar y geográficamente es parte del Archipiélago conocido como Corales del Rosario. Se localiza al oeste de Isla Grande, al sureste de la Isla Roberto y al norte del Bajo Luis guerra en las coordenadas geográficas 10°10′48″N 75°45′06″O / 10.18000, -75.75167